# Hammerstedt
Hammerstedt ist eine Gemeinde im Süden des Landkreises Weimarer Land. Sie gehört zur Verwaltungsgemeinschaft Mellingen.

## Lage
Hammerstedt schließt mit seiner Gemarkung an die beginnende Hochebene der Ilm-Saale-Platte an der Gemarkung von Großschwabhausen an. Somit befindet sich die Gemarkung im Ackerbaugebiet zwischen Apolda und Weimar. Nördlich führt die Bundesstraße 7 und westlich die Bundesstraße 87 an der Flur vorüber. Südlich streift die Bahnstrecke Gera-Weimar die landwirtschaftliche Nutzfläche.

## Geschichte
Der Ort wurde erstmals um 900 als Hamarestete genannt. 1287 erschien es als Hamerstete. Im Dreißigjährigen Krieg wurde das Dorf weitestgehend zerstört, 1784 zerstörte ein Großbrand die Kirche und 33 Wohnhäuser. Hammerstedt ist seit 1991 Mitglied in der Verwaltungsgemeinschaft Mellingen einem freiwilligen Zusammenschluss von Gemeinden zur Bewältigung der Verwaltungsarbeit, wobei die Gemeinde weiterhin selbständig durch einen ehrenamtlichen Bürgermeister geführt wird.

### Einwohnerentwicklung

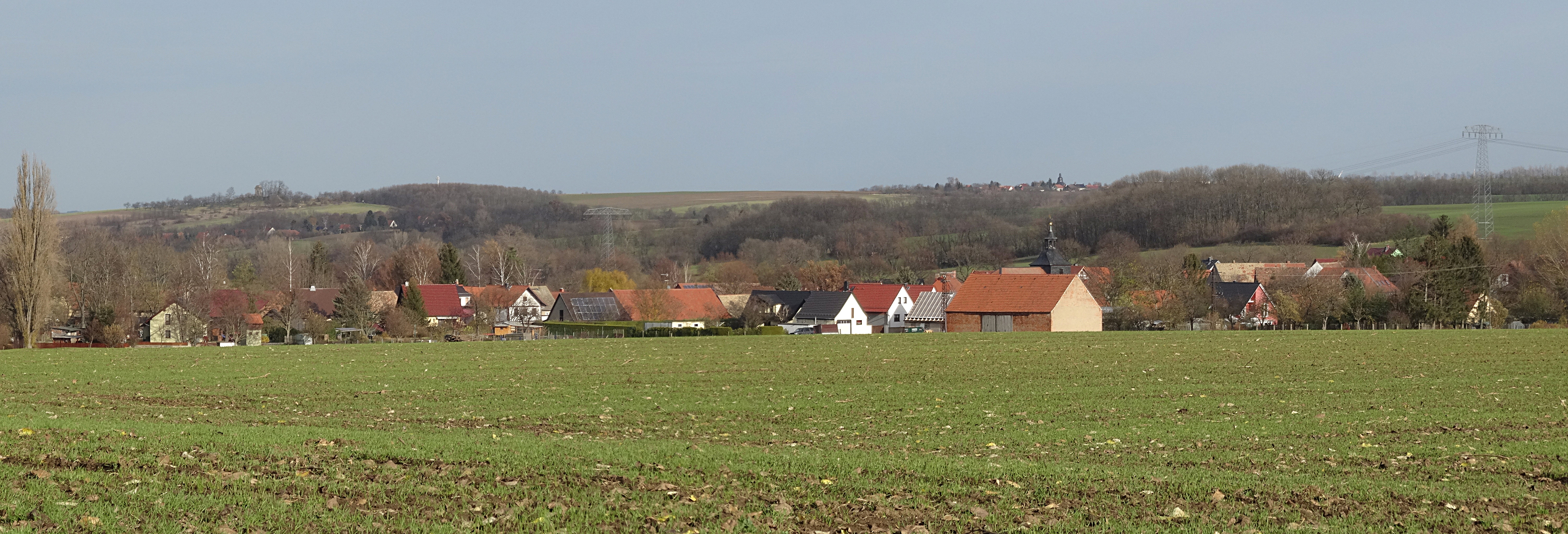
Ortsansicht von Westen

Entwicklung der Einwohnerzahl (31. Dezember):
| - 1995: 194 - 2000: 191 | - 2005: 171 - 2010: 168 | - 2015: 170 - 2020: 186 |

Datenquelle: Thüringer Landesamt für Statistik

## Kultur und Sehenswürdigkeiten
Die evangelische Filialkirche ist eine massive, steinsichtige Chorturmkirche. Sie brannte 1784 aus und wurde 1787 mit Mansarddach wiederaufgebaut. Der Kanzelaltar im rundbogigen Triumphbogen ist aus derselben Zeit. Außerhalb des Gebäudes befinden sich an der Chornordseite Reste von Grabsteinen aus dem 18. und 19. Jahrhundert.